# Art Barr
Art Barr (* 8. Oktober 1966 in Portland, Oregon; † 23. November 1994 in Springfield, Oregon; wirklicher Name: Arthur Leon Barr) war ein US-amerikanischer Wrestler, der vor allem durch seine Arbeit in der mexikanischen Liga Asistencia Asesoría y Administración (AAA) bekannt wurde, aber auch für World Championship Wrestling (WCW) aktiv war.

## Leben
Arthur Leon Barr wuchs als Sohn von Sandy Barr, einem bekannten Gesicht der Portlander Wrestling-Szene, auf. Sein älterer Bruder Jesse Barr (eigentlich Ferrin Barr Jr.) war ebenfalls Wrestler. In seiner Jugend freundete sich Barr mit Rowdy Roddy Piper an, der damals regelmäßig in Oregon auftrat. Während seines Studiums an der Oregon State University war Art Barr Ringer und wurde viermal District- sowie zweimal State-Champion. Er brach sein Studium jedoch vorzeitig ab, um seine Frau zu unterstützen, die schwanger war.
Um seine Familie zu versorgen, arbeitete Barr in einer Stahlfabrik, nachts trainierte er jedoch mit seinem Vater, seinem Bruder sowie Matt Osborne, um Wrestler zu werden. Sein erstes Match hatte er am 2. April 1987 bei Pacific Northwest Wrestling (PNW), wo auch sein Vater als Wrestler und Referee auftrat. Nachdem er zunächst unter seinem wirklichen Namen auftrat, wurde er schließlich auf Anraten von Piper „Beetlejuice“, benannt nach der Titelgestalt des gleichnamigen Films von 1988. Dazu trug er Facepaint und gebleichtes Haar. In der PNW wurde er zum Publikumsliebling.
Am 16. Juli 1989 kam es am Rande einer PNW-Show in Portland zum Geschlechtsverkehr mit einer 19 Jahre alten Frau, die ihn später der Vergewaltigung bezichtigte. Barr beschrieb den Sex zunächst als einvernehmlich, gab jedoch in einem Lügendetektortest zu, dass die Frau nicht zustimmte, er war jedoch überzeugt, dass er sie überredet habe. Barr gelang es eine Verständigung zu erwirken. Er wurde zwar wegen sexueller Nötigung zu einer Geldstrafe und gemeinnütziger Arbeit verurteilt, aber konnte so einer Gefängnisstrafe entgehen. Barr war sich sicher, zu Unrecht verurteilt worden zu sein, doch riet ihm sein Arbeitgeber davon ab, den Fall weiterzuverfolgen, da die PNW befürchtete, im Falle einer Niederlage weiteren Schaden zu nehmen. Nach dem Prozess musste PNW die Zusammenarbeit beenden, nicht nur wegen der Verurteilung, sondern auch, weil Barr mit Kokain erwischt wurde. Da er dies jedoch im damals üblichen Lizenzverfahren verschwieg wurde seine Wrestlerlizenz nicht verlängert und es war ihm nicht mehr möglich in Portland zu wrestlen.
Jim Herd, der damalige Präsident von World Championship Wrestling (WCW) heuerte ihn 1990 an. Geplant war mit seinem Charakter, umgetauft in „The Juicer“, ein eher jugendliches Publikum anzusprechen, um mit der damals in diesem Bereich erfolgreichen World Wrestling Federation (WWF) gleichzuziehen. Art Barr blieb jedoch nur ein Jahr bei der WCW, da seine Verurteilung öffentlich gemacht wurde. Zudem passte seine eher kleine Statur nicht zu den eher muskulöseren, großen Wrestlern des übrigen Rosters.
Nach der WCW versuchte er einen Neuanfang in Mexiko. Von 1991 bis 1992 trat er dank Vermittlung von Konnan für Empresa Mexicana de Lucha Libre (EMLL) an. Dort trat er maskiert als The American Love Machine an, bis er als Star einer Veranstaltung in der Arena México vor 18.000 Fans (sowie 8000 Fans vor der Halle) seine Maske gegen Blue Panther verlor.
Kurz darauf begleitete er Konnan zu dessen neu gegründeten Promotion Asistencia Asesoría y Administración, wo er zusammen mit Eddie Guerrero das legendäre Tag-Team La Pareja del Terror gründete, die zweiten und letzten AAA/IWC World Tag Team Champions, einem Vorläufer des AAA World Tag Team Championship. Das Tag Team zählte zu den am meisten gehassten Tag-Teams im Lucha Libre, das bald zu einer Fraktion wurde und unter anderem Konnan, Black Cat, Louie Spicolli (als Madonna’s Boyfriend) sowie Jake Roberts in ihren Reihen hatte. Sein berühmtestes Match war ein Hair vs. Mask Match beim Pay Per View When Worlds Collide am 6. November 1994. Dort traten La Pareja del Terror gegen El Hijo del Santo und Octagón an. Das Match erhielt von Dave Meltzer eine seiner raren Fünf-Sterne-Bewertungen.
Während dieser für Art Barr sehr erfolgreichen Zeit, die vor allem finanziell sehr einträchtig war, häuften sich jedoch die privaten Probleme, da Barrs Frau und Kind in Oregon blieben. In dieser Zeit entwickelte Barr eine Alkohol- und Drogenabhängigkeit. Am 23. November 1994 verstarb Barr überraschend an Herzversagen in seinem Haus in Springfield, Oregon. Ob es sich um eine Drogenüberdosis gehandelt hatte, konnte nie ganz geklärt werden.
Zum Zeitpunkt seines Todes äußerten unter anderem Extreme Championship Wrestling, New Japan Pro-Wrestling und die World Wrestling Federation Interesse an Art Barr und seinem Partner Eddie Guerrero. 2016 wurde er posthum in die AAA Hall of Fame aufgenommen.
Eddie Guerrero adaptierte den von Barr erfundenen Frog Splash als seinen Finishing Move als eine Hommage an seinen verstorbenen Partner.

## Erfolge
- Asistencia Asesoría y Administración
  - AAA World Tag Team Championship (1×) – mit Eddie Guerrero
  - AAA Hall of Fame (Class of 2016)
- Championship Wrestling USA
  - CWUSA Tag Team Championship (1×) – mit Konnan el Barbaro
- Pacific Northwest Wrestling
  - NWA Pacific Northwest Tag Team Championship (3×) – mit Big Juice (2×) und Jesse Barr (1×)
  - NWA Pacific Northwest Television Championship (1×)
- Pro Wrestling Illustrated
  - #62 der 500 besten Singlewrestler 1994
  - #18 der 100 besten Tag Teams zusammen mit Eddie Guerrero (2003)
  - #114 der besten 500 Singlewrestler (2003)
- Wrestling Observer Newsletter
  - Best Heel (1994)
  - Feud of the Year (1994): Los Gringos Locos vs. AAA
  - Tag Team of the Year (1994) mit Eddie Guerrero
  - 5 Star Match (1994) mit Eddie Guerrero vs. El Hijo del Santo und Octagón am 6. November 1994